# Escuela taurina de Cáceres
La Escuela Taurina de Cáceres es una escuela de tauromaquia destinada a la formación de toreros con sede en la ciudad española de Cáceres (Extremadura), dicha escuela taurina es una de las tres escuelas taurinas que hay en toda Extremadura junto a la escuela de tauromaquia de la diputación de Badajoz y la escuela taurina de Coria.

## Historia
La primera escuela taurina que tuvo Cáceres fue fundada por Antonio Macías Cava "El Navero", de ahí salió la cuadrilla de "niños cacereños", las clases las impartía Gabriel López "Mateito" y Pechuga. 
Pasado los años cincuenta del siglo pasado tras la creación del club taurino, Javier Sellers forma la segunda escuela taurina que tuvo la ciudad, las clases las daba el novillero Joselito Romero, por aquellas clases se formaron Sánchez Cáceres y Morenito de Cáceres, el club taurino dejó la escuela y está fue callendo poco a poco según se iba haciendo mayor Joselito Romero, a finales de los sesenta y principios de los setenta la escuela dejó de existir. 
No es hasta el 4 de octubre de 1999 cuando se crea otra vez la escuela taurina gestionada por el club taurino y dirigida por Emilio Rey "El Pato", en esta escuela se formaron diestros como Emilio de Justo entre otros, funcionó desde 1999 a 2004 que fue cuando tuvo que cesar su actividad por falta de fondos.

### Actualidad
La actual escuela fue creada en el año 2015 por el torero cacereño Manolo Bejarano, cuenta con una veintena de alumnos de toda la provincia de Cáceres que asisten diariamente a sus entrenamientos en la Plaza de toros de Cáceres, allí los jóvenes comprendidos entre 9 y 15 años aprenden a coger los utensilios de torear, realizan ejercicios físicos, realizan tentaderos aprenden valores fundamentales para formarse como toreros y como personas
La escuela fue reconocida de forma oficial por el ayuntamiento del municipio, con la clasificación de "asociación recreativa y de festejos". Actualmente, junto con la Escuela taurina de Badajoz y la Escuela taurina de Coria, forma parte del Registro de Escuelas Taurinas de Extremadura.